# Румяна Коцева
Румяна Коцева (Румяна Златкова Коцева-Апостолова) е българска поп и джаз певица с повече от 40 години на сцената и вокален педагог. Дъщеря е на известния български диригент, композитор и музикант Златко Коцев.

## Биография
Родена е на 7 декември 1954 г. в град Петрич. Израства в Благоевград. От четвърти клас започва да пее в училищния хор на местното III основно училище, а от шести клас – и в Градския пионерски хор. През 1973 г. завършва с отличие Немската гимназия в София, където през всичките години пее в хора на гимназията.
Магистър по поп и джаз пеене на Националната музикална академия „Панчо Владигеров“ в София. Преди това е завършила Културознание и Музикознание в Лайпцигския университет, Германия. Била е солистка на Ансамбъла на Строителните войски в продължение на 15 години, награждавана многократно за постигнати успехи. Носител на „Дамски кръст“ на Министерството на отбраната. Има повече от 2000 концерта в страната и по света, многобройни участия в радио и телевизионни програми, издадени 7 албума с песни, един от които – по собствени текстове. Участник и лауреат на международни фестивали, между които Сопот (Полша), Росток (Германия), „Златният Орфей“, „Бургас и морето“.
През последните години се занимава активно и с преподавателска дейност, като създава собствен клас по поп и джаз пеене. Усилията ѝ са насочени към опазване наследството в българската поп музика чрез проекта за поредица от ученически концерти „Българските евъргрийни“, като автор на идеята, основен реализатор и продуцент. Тези концерти се провеждат от 2012 до 2016 г. на сцената на Летния театър в Борисовата градина в София. През 2019 г. Румяна Коцева започва и реализира нов проект с участието на деца и младежи - Фестивалът „Евъргрийн Фест София“, на който тя е основател и директор.

## Албуми
- 1987 – Първи албум – „Водопад“ – LP Vinil
- 1990 – Втори албум – „Милиони мигове“ – LP Vinil.
- 1995 – Tрети албум – „Избрани песни“ – MD
- 1997 – Четвърти албум – „Песен от сълза“ – CD
- 2005 – Пети албум – „РУМЯНА КОЦЕВА пее ВЕЧНИТЕ КОЛЕДНИ ПЕСНИ на БЪЛГАРСКИ ЕЗИК“ – CD
- 2007 – Шести албум – „Мистично“ – CD
- 2013 – Седми албум – „Свят, прегръщам те с песен“ – CD

## Концерти и турнета
- 1973 – 1977 – пее в Лайпцигския университетски хор, специализиран в изпълнение на произведения на Й. С. Бах в Томаскирхе.
- 1974 – 1977 създава и ръководи певческа и танцова група от български студенти, с която са включени към многонационалния университетски „Ансамбъл за солидарност“, с който участват в турнета из ГДР, в радио- и телевизионни предавания.
- 1978 - 79 - специалист в международния отдел на дирекция "Музика" към Комитета за изкуство и култура.
- 1979 – 80 – соло-вокалистка на група „Детелини“ с ръководител Юри Ступел.
- 1981 – 1985 – солистка на оркестър „Формула 6“, с който работи предимно в Швеция, Финландия и Норвегия.
- 1985 – 2000 след спечелен конкурс става солистка на Естрадния оркестър на представителния Ансамбъл на Строителните войски.
- 1986 – първи записи и изяви в Българското национално радио, Българската национална телевизия и „Балкантон“.
- 1986 – турне в Ангола, Замбия и Зимбабве с оркестър „Феротон“.
- 1988 – двумесечно турне в СССР с програмата „Мелодии друзей“.
- 1988 – 1992 – участник и лауреат на шлагерните фестивали: Сопот (Полша), Рощок (Германия), „Бургас и морето“, „Златният Орфей“.
- 1989 – участия в телевизионни програми в Германия и Чехословакия.
- 1986 – 1999 стотици концерти из България с оркестъра на Ансамбъла на ГУСВ (награждавана многократно с медали на Строителните войски и отличия на Министерството на строежите).
- 1997 – Самостоятелен концерт рецитал в Зала 2 на НДК.
- 1997 – телевизионен филм „Песен от сълза“ (реж. Боян Даскалов), излъчен многократно по Канал 1 и Канал „БНТ Свят“ на БНТ.
- 1994 – 1998 – гастроли в Швеция, Финландия, Норвегия и Дания със самостоятелна шоупрограма – мюзикхол „Memory“ с оркестър „Full Action Band“ и балет „Амбасадор“.
- 1999 – юбилеен концерт „20 години на сцената“, заснет и излъчен многократно по БНТ.
- 2000 – 2002 – солистка и артистичен директор на концертна формация „Арт Студио В“, концертираща за Българската армия (Румяна Коцева е отличена с медал „Дамски кръст – за вярност под знамената“ от Министъра на отбраната на Република България).
- 2004 – самостоятелно шоу на италиански круиз-кораб в Средиземно море, плаващ между Италия, Испания, Португалия, Мадейра, Канарски острови, Мароко, Гибралтар, Кипър, Малта, Египет, Гърция, Турция, Украйна.
- 2008 – 2011 – гастрол на 5-звезден речен кораб по р. Рейн и по р. Дунав в Германия, Холандия и Швейцария, Австрия, Словакия, Унгария.
- 2011 – Самостоятелен концерт-рецитал „Мюзикъл! Мюзикъл! Мюзикъл“ в София.
- 2011 – Концерт с Биг Бенд Благоевград, посветен на баща ѝ Златко Коцев.
- 2012 – Участие в Джаз фестивала в Банско с Биг Бенд Благоевград.
- 2012 – Самостоятелен концерт-спектакъл „Мюзиклите на Бродуей“ в зала 2 на НДК.
- 2012 – Концерт-рецитал „РУМЯНА КОЦЕВА пее ВЕЧНИТЕ КОЛЕДНИ ПЕСНИ на БЪЛГАРСКИ ЕЗИК“.
- 2012 – Концерт на учениците от нейния клас по пеене „Българските евъргрийни от 60-те“.
- 2013 – Концерт на учениците от нейния клас по пеене „Българските евъргрийни от 70-те“.
- 2014 – Концерт на учениците от нейния клас по пеене „Българските евъргрийни от 80-те“.
- 2015 - Концерт на учениците от нейния клас по пеене „Българските евъргрийни от 90-те“.
- 2016 - Концерт на учениците от нейния клас по пеене „Българските евъргрийни - Песните от Новия век“.
- 2019 - Юбилеен концерт „Румяна Коцева - 40 години на сцената“ в Сити Марк Арт Център
- 2019 - Първи фестивал „Евъргрийн Фест София“ в зала 11 на НДК
- 2020 - Втори фестивал „Евъргрийн Фест София“ в Зала 11 на НДК
- 2021 - Трети фестивал „Евъргрийн Фест София“, проведен онлайн
- 2022 - Четвърти фестивал "Евъргрийн Фест София", гала концерт - в София Лайв Клуб
- 2023 - Пети фестивал "Евъргрийн Фест София" в зала 11 на НДК